# Aumônier du Sénat des États-Unis

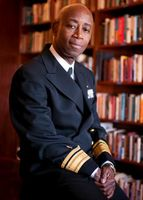
Le contre-amiral, adventiste, aumônier du Sénat depuis 2003.

 (décembre 2021).
L'aumônier du Sénat des États-Unis ouvre chaque session du Sénat des États-Unis par une prière, fournit et coordonne des programmes religieux ainsi qu'un soutien pastoral pour les sénateurs, leur personnel et leurs familles. L'aumônier est nommé par un vote majoritaire des membres du Sénat sur une résolution nommant une personne pour le poste. Les trois nominations les plus récentes ont été soumises sur la base d'un comité de recherche bipartite, bien que cette procédure ne soit pas requise.
Les aumôniers sont élus en tant qu'individus et non en tant que représentants d'une communauté, d'un organisme ou d'une organisation religieuse. En 2017, tous les aumôniers du Sénat appartenaient à diverses confessions chrétiennes, bien qu'il n'y ait aucune restriction contre les membres de toute religion ou groupe confessionnel. Les aumôniers invités, recommandés par les sénateurs pour prononcer la prière d'ouverture de la session à la place de l'aumônier du Sénat, ont représenté « toutes les principales confessions religieuses du Monde ».
L'aumônier actuel est Barry C. Black, un contre-amiral de la Marine américaine à la retraite et ancien chef des aumôniers de la Marine. Il est le premier adventiste du septième jour et le premier afro-américain à occuper ce poste.

## Histoire
Peu de temps après la première convocation du Sénat en avril 1789 à New York, l'un de ses premiers ordres du jour fut de réunir un comité pour recommander un aumônier, en choisissant le révérend Samuel Provoost, évêque épiscopal de New York.  Quand le Sénat a déménagé à Philadelphie l'année suivante, le Révérend Juste William White, l'évêque épiscopal de cette ville a été choisi.  En 1800, lorsque le Sénat a déménagé à Washington des membres du clergé de diverses confessions chrétiennes, généralement des épiscopaliens ou des presbytériens, ont continué à être sélectionnés, livrant des prières et présidant aux funérailles et aux services commémoratifs. 
Au cours de cette première période, les aumôniers servaient généralement moins d'un an tout en occupant simultanément des postes non parlementaires.  En outre, les premiers aumôniers du Sénat et de la Chambre, bien qu'élus séparément par leurs chambres respectées, partageaient les responsabilités du Congrès en alternant le service à la Chambre et au Sénat sur une base hebdomadaire, dirigeant également le culte du dimanche pour la communauté de Washington dans la Chambre à une base alternée.  Le clergé a occupé le poste officiel d'aumônier du Sénat pendant toutes les années depuis la création du bureau, à l'exception de la brève période de 1857-1859.  En 1914, le Sénat a commencé à ajouter la prière de l'aumônier au dossier du Congrès.
Selon un examen par le Bureau historique du Sénat des dossiers concernant les aumôniers invités, c'est en 1965 que James Kirkland est devenu le premier Afro-Américain à ouvrir le Sénat par la prière. En 1971, Wilmina Rowland est devenue la première femme à le faire.
En 1970, le sénateur du New Jersey, Harrison A. Williams a rappelé à ses collègues la forte objection de James Madison lors de la création du poste en 1793 et a noté l'accomplissement moderne d'un autre des avertissements de Madison, qu'il y aurait inévitablement une discrimination dans la nomination de tels un aumônier contre les dénominations alors plus petites telles que les catholiques et les juifs. Le sénateur a outre souligné que bien que les catholiques aient constitué pendant un certain temps la plus grande affiliation religieuse au Sénat et dans l'ensemble de la population, il n'y a eu qu'un seul aumônier du Sénat catholique romain depuis 1793, et pas un seul rabbin. 
Il a noté que seulement huit confessions ont été représentées au bureau. À la lumière de cela, Williams a présenté la résolution 90 du Sénat qui a abouti à la décision du Sénat de nommer un nouvel aumônier chaque année, plutôt que de laisser le titulaire servir à vie.  Le rendez-vous tournerait également parmi les trois principaux groupes religieux de la nation. Interrogé par des journalistes sur la question de constitutionnalité soulevée par sa citation de Madison, il a répondu que si cela était testé, il pourrait dire que cela va dans les deux sens et être déclarer inconstitutionnel, car tout contribuable pourrait remettre cela en question, bien que personne ne l'a jamais fait. 

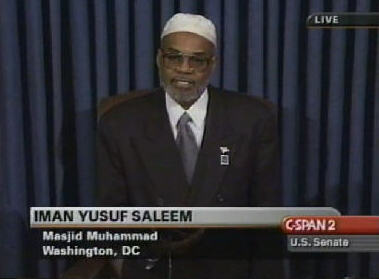
L'imam Yusuf Saleem, Guest Chaplain du 24 octobre 2001 : une mesure symbolique juste après les attentats du 11-Septembre.

En 1992, Wallace Mohammed a été le premier musulman à présider une prière puis en 2007, Rajan Zed a été le premier hindou à dire la prière d'ouverture du Sénat et en 2014,  Tenzin Gyatso, le 14e dalaï-lama est devenu le premier bouddhiste à diriger le Sénat dans la prière.

## Rôle
Il est choisi pour accomplir des tâches cérémonielles, symboliques et pastorales.  Ces responsabilités incluent l'ouverture des sessions du Sénat avec une prière ou la coordination de la livraison de la prière par les aumôniers invités recommandés par les membres du Sénat,.  La prière de l'aumônier est désignée comme l'une des traditions les plus durables du Sénat dans la brochure officielle du Sénat. L'aumônier du Sénat est également chargé d'accueillir les aumôniers invités le jour où ils prononcent les prières.  Selon le site Internet du Sénat américain, ces aumôniers invités représentent toutes les grandes confessions religieuses du monde et leur participation est un signe que le Sénat est sensible à la diversité religieuse croissante de la nation.
Selon Robert C. Byrd dans son livre Le Sénat : 1789-1989, les devoirs que les aumôniers accomplissent ne sont pas tous écrits mais ils sont nombreux et ont évolué au cours des siècles.  Il explique également que l'aumônier rend visite aux sénateurs lorsqu'ils se rendent à l'hôpital, représente le Sénat lors d'apparitions devant des groupes religieux à travers le pays et accueille des personnalités religieuses en visite au Capitole. À l'occasion, les aumôniers du Sénat ont dirigé des groupes de moines tibétains lors des visites du bâtiment. L'aumônier préside également des cérémonies religieuses telles que des funérailles et des services commémoratifs pour les membres actuels ou passés et participe, en offrant l'invocation ou la bénédiction, à de nombreuses cérémonies officielles américaines, y compris les événements de la Maison Blanche. 
Par exemple, l'aumônier Barry Black a prononcé le discours d'ouverture lors du petit-déjeuner de prière national tenu le 2 février 2017 devant le président Trump et auparavant lors du petit-déjeuner de prière inaugural et de la bénédiction pour le Président Obama.  Dans un article de janvier 2011 sur On Watch in Washington, l'aumônier du Sénat ainsi que l' aumônier de la Chambre des représentants des États-Unis ont été inclus dans le Cabinet spirituel d'Obama.
L'aumônier du Sénat a un personnel qui comprend un chef d'état-major, un directeur des communications et un adjoint exécutif tout en travaillant avec un agent de liaison bénévole dans chaque bureau du Sénat.  Alors que le salaire annuel des premiers aumôniers du Sénat était de 500 $,  le salaire est maintenant fixé comme un poste de niveau IV dans le calendrier exécutif, qui est de 155 500,00 $ en 2011.  Le budget annuel total du bureau, y compris les salaires et les dépenses, est de 415 000 $, à partir de 2011.

## Sélection
Contrairement à l'aumônier de la Chambre des représentants des États-Unis, qui doit être élu pour un mandat de deux ans au début de chaque congrès, l'aumônier du Sénat comme les autres fonctionnaires du Sénat n'a pas à être réélu. Les aumôniers de la Chambre et du Sénat sont élus en tant qu'individus et pas en tant que représentants d'un organisme religieux ou d'une entité confessionnelle. 
Lorsqu'une vacance survient, le Sénat choisit un nouvel aumônier par un vote sur l'adoption d'une résolution.  Selon un rapport du Congrès du Congressional Research Service de 2011,  les trois derniers candidats au Sénat pour aumônier ont été nommés par un comité de recherche bipartite qui a examiné les candidats potentiels. Cette méthode n'a pas toujours été la pratique du Sénat et peut différer de toute nomination future.  En fin de compte, c'est la « direction » du Sénat qui peut décider quels noms peuvent être proposés comme nominations. 
Le rapport note également que le poste d'aumônier au Sénat n'a généralement pas été soumis à des considérations de parti.

## Constitutionnalité
La question de la constitutionnalité de la position de l'aumônier du Sénat ainsi que celle de l'aumônier de la Chambre et parfois celle des aumôniers militaires, a fait l'objet d'études et de débats au cours des siècles.  Les opposants ont fait valoir qu'il viole la séparation de l'Église et de l'État et les partisans ont fait valoir, entre autres facteurs, que les mêmes premiers législateurs qui ont rédigé la Constitution des États-Unis et sa Déclaration des droits à partir de laquelle la position de non établissement et la séparation de l'église et de l'État est dérivée, étaient les mêmes qui ont approuvé et nommé les aumôniers.
Le président James Madison est finalement venu à penser que les positions des aumôniers du Sénat et de la Chambre ne pouvaient pas être soutenues par la Constitution. Cependant, il ressort clairement de ses écrits « Detached Memoranda » pendant sa retraite qu'il en était venu à croire que les positions ne pouvaient pas être justifiées. La question de constitutionnalité a été examinée dans plusieurs affaires judiciaires, notamment dans le House and Senate Chaplains : An Overview, un rapport officiel de 2011 créé par le Congressional Research Service pour « Members and Committees of Congress.

## Prière d'ouverture
L'inclusion d'une prière avant l'ouverture de chaque session de la Chambre et du Sénat remonte à l'époque du Congrès continental et à la recommandation officielle de Benjamin Franklin, le 28 juin 1787 :
« J'ai vécu, Monsieur, longtemps, et plus je vis, plus je vois des preuves convaincantes de cette vérité : que Dieu gouverne dans les affaires des hommes. Et si un moineau ne peut pas tomber à terre sans son attention, est-il probable qu'un empire puisse s'élever sans son aide ?
Nous avons été assurés, Monsieur, dans les écrits sacrés, que « si le Seigneur ne construit la maison, ils travaillent en vain pour la construire ». Je le crois fermement ; et je crois aussi que sans son concours, nous ne réussirons pas mieux dans cet édifice politique que les bâtisseurs de Babel. . .
Je demande donc la permission de proposer que désormais des prières implorant l'assistance du Ciel, et ses bénédictions sur nos délibérations, soient tenues dans cette Assemblée tous les matins avant que nous passions aux affaires, et qu'un ou plusieurs membres du Clergé de cette Ville soient priés de officier dans ce Service ».

## Controverse
Il existe un certain nombre de pétitions visant à abolir les rôles et postes d'aumônier à la fois du Sénat et de la Chambre pour des raisons de violation de la séparation de l'Église et de l'État ainsi que le choix des aumôniers était devenu trop politisé. À partir de 1855-1861, l'élection des aumôniers pour la Chambre et le Sénat est suspendu de même que pour les années 1857-1859, le clergé local étant invité à servir sur une base volontaire. Cependant, en raison de la difficulté d'obtenir des aumôniers bénévoles et de la possibilité pour les aumôniers bénévoles de connaître leur paroissiens le Congrès est revenu à la pratique de sélectionner des aumôniers officiels à la fois pour la Chambre et le Sénat.
En 1984, le Dr Paul Kurtz, professeur de philosophie et défenseur de l'humanisme laïc, a poursuivi le gouvernement fédéral dans une affaire qui a atteint la Cour suprême des États-Unis pour le droit d'offrir des commentaires à la place de la prière qui serait normalement prononcée par l'aumônier du Sénat ou l'aumônier invité. La Cour a rejeté son action au motif qu'aucun individu n'a le droit de s'adresser au Congrès et que la livraison de la prière, coordonnée par l'aumônier du Sénat, était régie par des politiques qui traitaient des « prières et non remarques que Kurtz ne semblait pas prêt à offrir. 
En 2007, l'aumônier du Sénat Barry C. Black a annulé sa comparution prévue à la conférence évangélique, car il a reconsidéré son apparence après qu'un groupe religieux se soit opposé compte tenu de la tradition historique d'être apolitique, non partisan et non sectaire. La même année, la prière prononcée par Rajan Zed, le premier aumônier invité hindou, a été brièvement interrompue par des manifestants décrits par la presse comme des membres de la droite chrétienne, qui avaient tenter de faire pression sur le Congrès pour arrêter cette prière et à défaut de cette action pour interrompre la prière elle-même.  Les manifestants ont été expulsés par la police du Capitole des États-Unis , accusés d'avoir perturbé le Congrès et interdits d'accès au Capitole et à ses terrains pendant douze mois.

## Aumônier actuel
Barry C. Black est le 62e aumônier du Sénat des États-Unis ainsi que le premier afro-américain et le premier adventiste du septième jour à occuper ce poste.  Il a auparavant exercé les fonctions du Chef d'Aumôniers de la Marine Américaine, tenant le grade de Contre-amiral.  Bien que certains reportages notent que Black est le premier aumônier militaire à servir comme aumônier du Sénat,  le révérend Edward L.R Elson, le 59e aumônier du Sénat des États-Unis, a servi comme aumônier de l'armée pendant la Deuxième Guerre mondiale.

## Liste des aumoniers
(novembre 2022).
|    | Nom                         | Confession         | Nomination        |
| -- | --------------------------- | ------------------ | ----------------- |
| 1  | Samuel Provoost             | Épiscopalien       | 25 avril 1789     |
| 2  | Guillaume White             | Épiscopalien       | 9 décembre 1790   |
| 3  | Thomas John Claggett        | Épiscopalien       | 27 novembre 1800  |
| 4  | Edouard Gantt               | Épiscopalien       | 9 décembre 1801   |
| 5  | Andrew Thomas McCormick     | Épiscopalien       | 7 novembre 1804   |
| 6  | Edouard Gantt               | Épiscopalien       | 4 décembre 1805   |
| 7  | John Johnson Sayrs          | Épiscopalien       | 3 décembre 1806   |
| 8  | Andrew Thomas McCormick     | Épiscopalien       | 10 novembre 1807  |
| 9  | Robert Elliott              | Presbytérien       | 10 novembre 1808  |
| 10 | James Jones Wilmer          | Épiscopalien       | 24 mai 1809       |
| 11 | Obadiah Bruen Marron        | Baptisme           | 5 décembre 1809   |
| 12 | Walter Dulaney Addison      | Épiscopalien       | 12 décembre 1810  |
| 13 | John Brackenridge           | Presbytérien       | 13 novembre 1811  |
| 14 | Jesse Lee                   | Méthodisme         | 27 septembre 1814 |
| 15 | John Glendy                 | Presbytérien       | 8 décembre 1815   |
| 16 | Sereno Edwards Dwight       | Congrégationaliste | 16 décembre 1816  |
| 17 | William Dickinson Hawley    | Épiscopalien       | 9 décembre 1817   |
| 18 | John Clark                  | Presbytérien       | 19 novembre 1818  |
| 19 | Ruben Post                  | Presbytérien       | 9 décembre 1819   |
| 20 | Guillaume Ryland            | Méthodisme         | 17 novembre 1820  |
| 21 | Charles Pettit McIlvaine    | Épiscopalien       | 9 décembre 1822   |
| 22 | William Staughton           | Baptisme           | 10 décembre 1823  |
| 23 | Charles Pettit McIlvaine    | Épiscopalien       | 14 décembre 1824  |
| 24 | William Staughton           | Baptisme           | 12 décembre 1825  |
| 25 | Guillaume Ryland            | Méthodisme         | 8 décembre 1826   |
| 26 | Henry Van Dyke Johns        | Épiscopalien       | 14 décembre 1829  |
| 27 | John Price Durbin           | Méthodisme         | 19 décembre 1831  |
| 28 | Charles Constantin Pise     | Catholicisme       | 11 décembre 1832  |
| 29 | Frederick Winslow Hatch     | Épiscopalien       | 10 décembre 1833  |
| 30 | Edward Young Higbee         | Épiscopalien       | 23 décembre 1835  |
| 31 | John Reinhard Goodman       | Épiscopalien       | 28 décembre 1836  |
| 32 | Henry Slicer                | Méthodisme         | 11 septembre 1837 |
| 33 | George Grimston Cookman     | Méthodisme         | 31 décembre 1839  |
| 34 | Septimus Tustin             | Presbytérien       | 12 juin 1841      |
| 35 | Henry Slicer                | Méthodisme         | 16 décembre 1846  |
| 36 | Clement Moore Butler        | Épiscopalien       | 9 janvier 1850    |
| 37 | Henry Slicer                | Méthodisme         | 7 décembre 1853   |
| 38 | Henry Clay Doyen            | Méthodisme         | 4 décembre 1855   |
| 39 | Stephen P. Hill             | Baptisme           | 8 décembre 1856   |
| 40 | Phineas Densmore Gurley     | Presbytérien       | 15 décembre 1859  |
| 41 | Byron Sunderland            | Presbytérien       | 10 juillet 1861   |
| 42 | Thomas Bowman               | Méthodisme         | 11 mai 1864       |
| 43 | Edgar Harkness Grey         | Baptisme           | 9 mars 1865       |
| 44 | John Philip Newman          | Méthodisme         | 8 mars 1869       |
| 45 | Byron Sunderland            | Presbytérien       | 8 décembre 1873   |
| 46 | Joseph J. Bullock           | Presbytérien       | 24 mars 1879      |
| 47 | Elias DeWitt Huntley        | Méthodisme         | 18 décembre 1883  |
| 48 | John George Butler          | Luthérien          | 15 mars 1886      |
| 49 | William Henry Milburn       | Méthodisme         | 6 avril 1893      |
| 50 | Forrest Johnston Prettyman  | Méthodisme         | 23 novembre 1903  |
| 51 | Edward Everett Hale         | Unitarisme         | 14 décembre 1903  |
| 52 | Ulysse Grant Baker Pierce   | Unitarisme         | 18 juin 1909      |
| 53 | Forrest Johnston Prettyman  | Méthodisme         | 13 mars 1913      |
| 54 | Joseph Johnston Muir        | Baptisme           | 21 janvier 1921   |
| 55 | ZeBarney Thorne Phillips    | Épiscopalien       | 5 décembre 1927   |
| 56 | Frederick Brown Harris      | Méthodisme         | 10 octobre 1942   |
| 57 | Pierre Marshall             | Presbytérien       | 4 janvier 1947    |
| 58 | Frederick Brown Harris      | Méthodisme         | 3 février 1949    |
| 59 | Edward Lee Roy Elson        | Presbytérien       | 9 janvier 1969    |
| 60 | Richard Christian Halverson | Presbytérien       | 2 février 1981    |
| 61 | Lloyd John Ogilvie          | Presbytérien       | 11 mars 1995      |
| 62 | Barry C. Black              | Adventisme         | 7 juillet 2003    |